# OMS Arena
Die OMS Arena ist ein Fußballstadion in der slowakischen Stadt Senica. Der Fußballverein FK Senica tritt hier zu seinen Heimspielen an. Seit 2014 trägt die Spielstätte den Sponsorennamen OMS Arena nach dem Leuchtenhersteller OMS Lighting. Die aktuelle Platzangebot liegt bei 5.070 Sitzplätzen, darunter 63 V.I.P.-Plätze, 25 Journalistenplätze und sechs Plätze für Fernsehkommentatoren. 476 Zuschauerplätze auf der Haupttribüne befinden sich unter freiem Himmel.

## Geschichte
Das Stadion wurde im Oktober 1962 eröffnet und befindet sich östlich des Stadtparks von Senica. Es gab einige Renovierungsarbeiten im Jahr 2009, um das Stadion erstligatauglich zu machen. Die Spielfläche wurde 2010 erneuert und eine Videoüberwachungsanlage installiert. Das Spielfeld in Normgröße ist heute mit einem Bewässerungs- und Drainagesystem sowie einer Rasenheizung ausgestattet. Die Beleuchtungsstärke der Flutlichtanlage beträgt 1.545 Lux. Die Arena besitzt sechs Eingänge, wovon zwei den Gästefans zugewiesen sind. Ein elektronisches Eintrittskartensystem und Drehkreuzanlagen sollen folgen.
Momentan befindet sich das Stadion in einem nach und nach in Phasen laufenden Umbau, der im November 2012 begann und bis 2015 abgeschlossen sein soll. Die einzelnen Bauphase werden in die Zeit der Winterpause gelegt. Zunächst ersetzten im Frühjahr 2013 zwei Neubauten mit je 1.011 Plätzen in acht Sitzreihen die alten Ränge in den Kurven hinter den Toren. Im Frühjahr 2014 wurde die zweite Phase mit der Gegentribüne abgeschlossen, womit 5.070 Plätze im Stadion zur Verfügung stehen.
Das Stadiondach besteht aus einer Stahlkonstruktion, die mit transparentem, blauen Kunststoff gedeckt ist. Auch die Bestuhlung auf den Rängen ist durchgängig in Blau gehalten. In der südöstlichen Ecke der Fußballarena ist auf dem Rang eine große Anzeigetafel installiert. Nach Abschluss der Renovierung soll die Sportstätte 8.000 Plätze bieten. Insgesamt soll die neue Spielstätte des FK Senica fünf Millionen Euro kosten.
Finanziell unterstützt werden die Arbeiten aus einem Förderungsprojekt des nationalen Fußballverbandes Slovenský futbalový zväz (SFZ). Dazu steuert die slowakische Regierung zum Bau oder Erneuerung von 21 Fußballstadien im Land insgesamt 45 Millionen Euro, über zehn Jahre verteilt, bei. Die Bauarbeiten der OMS Arena werden mit einer Million Euro unterstützt.
Auf dem Gelände befinden sich weitere Sport- und Trainingsstätten. Auf der Rückseite der Gegengeraden liegt ein Kunstrasenspielfeld (105 × 68 m) mit Flutlicht und ein weiterer Trainingsplatz mit Bewässerungsanlage in 105 × 68 m. Um wetterunabhängig trainieren zu können, besitzt die Anlage eine Traglufthalle mit einem 60 × 40 m großen Kunstrasenfeld. Hinter der Südtribüne liegt ein Schwimmbecken und daneben eine Tennisanlage. Im Bereich der OMS Arena liegen 100 PKW-Parkmöglichkeiten und zwei Busstellplätze. 500 zusätzliche Plätze stehen außerhalb der Anlage bereit.